# Uchiti Indijanci
Uchiti (Huchiti, Uchita), iindijansko pleme s juga poluotoka California u Meksiku, jezično pripadaju široj grupi Guaycuran (Waicurian), i stoga možda predstavnici 'phylum'-a Hoka. Prema jednoj podjeli Waicurian-govornici dijele se na 3 glavne grane, i to: 1) Guaicura (s plemenima Guaicura ili Waicuri i Callejue); 2) Uchiti ili Huchiti (s plemenima: Aripa ili Aripe, Huchiti, Cora i Periúe); i 3) Pericú (s plemenima Pericú i Isleño). --Područje koje su naseljavali nalazilo se između današnjeg La Paza i Todos Santosa. 
Nešto podataka o njima potječe od Miguela Venegasa i Clavigera. 

## Vanjske poveznice
- An Expedition to the Guaycura Nation in the Californias